# Държавно устройство на Кувейт
Кувейт е конституционна монархия. Кувейт има сравнително една от най-напредналите структури на властта – тук се правят стъпки за създаване за Народно събрание още от 1963 година, което дотогава не съществува в нито една арабска страна в Залива. Поради факта, че шейхът разпуска два пъти парламента, националното събрание се създава едва през 1992 г.
Според записаното в конституцията от 1962 г. държавен глава е емирът. Освен това той е също върховен съдия и главнокомандващ на армията. Емирът назначава министър-председателя и министрите предложени от него
Изпълнителната власт е в ръцете на правителството и емира. Той има право да суспендира конституцията, да разпуска парламента. Поради възникнали конфликти между управляващата фамилия и парламента, парламентът е разпускан от емира няколко пъти – 1976 г., 1986 г., 1999 г., 2006 г., 2008 г. и 2009 г. Обтегнатите отношения между правителството и парламента някои изследователи определят като незрял опит за демокрация в Кувейт.
Националното събрание осъществява законодателната власт. То се състои от 50 члена, които се избират за четиригодишен мандат. Министрите, 15 на брой са служебно назначени за народни представители.
Парламента изиграва определяща роля за демократичните реформи в Кувейт – дава се право на жените да гласуват и да участват в избори. Правителството на емира невинаги иска да участва и да приема тези реформи, но въпреки това страната води Залива и Арабския свят изобщо, към демократично развитие. От 1992 г. се провеждат периодични и свободни избори. Политическата опозиция показва, че е активна и ефективна предлагайки различни промени, приети или не от правителството. Политическата система се оказала достатъчно гъвкава и приспособила опозицията към политическия процес, но не с репресии или изключване от процеса, каквато е практиката в повечето арабски страни.
Повишаването на качеството на образованието, развитието на медиите, растящото разбиране за демокрация, гражданството и човешките права изграждат пътя за бъдещи политически реформи. Най-видимият резултат от това развитие е даването на политически права на жените през 2007 г.
Въпреки желанието Кувейт да стане демократична страна опитът остава незавършен. Някои от най-важните причини са: нестабилно регионално развитие; липса на демократична култура; политическото развитие не е свързано с икономически напредък; липса на политически партии и слабо гражданско общество – конституцията не забранява партиите, но не разрешава тяхното основаване; късно и слабо участие на жените в политическия процес; неспазване на правата на човека. С всички тези недостатъци политическата система на Кувейт остава най-старата, най-развитата и най-демократичната в Залива.

## История
Кувейт е създадена през седемнадесети век от група племена, които са мигрирали от Арабския полуостров и се заселват в региона на Кувейт. В началото, отношенията в новото общество са организирани по начин, подобен на обществен договор. Владетелят е доброволно избран от семейството на Ал-Сабах, за да предприеме отговорността и тежестта на управлението
Хората ще бъдат отговорни за производството и финансовата подкрепа на управляващата институция, лично и политически. Това съвместно управление действа преди откриването на петрол. Държавата трябвало да разчита на икономически дейности, свързани с морето, като перлената индустрия, корабостроенето и търговията. Няма никакво съмнение, че работата на кувейтците в търговията била подложена на демократичните експерименти в други страни, особено Индия.
Това неписано споразумение е довело управление, включващо взаимно разбирателство между управляващата фамилия Ал-Сабах и определени слоеве от кувейтското общество. Изглежда, че това споразумение по-късно е имало влияние върху вида, характеристиките и качествата на хората, които са лоялни към емира и им е предоставяло привилегии.. Следователно правилото не е било наложено със сила, а по взаимно съгласие и споразумение, и правителството се основава на консултации, когато владетелят не се радва на абсолютна власт.
По този начин, концепцията за историческа легитимност е създадена за семейство Ал-Сабах като управляващата фамилия в Кувейт. С течение на годините, властта е предавана по традиция сред членовете на семейството.
Този стил на управление продължава до 1899 г., когато владетелят на Кувейт подписва споразумение с Великобритания и Кувейт се превръща в Британски протекторат. Споразумението променя баланса на властта в Кувейт. Преминава се от авторитарен стил на управление към правителство, подкрепено от външна сила под ръководството на Великобритания.
Този акт се счита за отклонение от принципите на съвместно управление и решението довежда до недоволство сред влиятелните семейства в страната, особено класата на търговците.

### Кувейтски демократичен експеримент
Въпреки дългата история на опита за съвместно управление в Кувейт датираща от 18 век, желанието на кувейтското общество да притежава правителство в институционализирана форма нараства и остава до обявяването на независимостта през 1961 г. А борбата за демокрация продължава и през следващите години, но резултатите са различни в зависимост от местните и регионалните условия и променливи. Този процес може да бъде разгледан в три основни етапа.

#### Първа фаза от 1921 до 1960: Съвместно управление
Събитията през 1921 г. са отправна точка за похода към кувейтския демократичен експеримент. В този период Кувейт е свидетел на политически хаос, заради различията между членовете на кралското семейство. Това довежда до обжалване пред управляващата фамилия, за край на вътрешните конфликти и да назове един член на управляващото семейство за владетел на страната. Второто търсене включва образуването на Консултативен съвет, в който гражданите участват в процеса на вземане на решения и управлението на страната въз основа на справедливост и равенство. Управляващата фамилия отговори на жалби и Шейх Ахмад ал-Джабер е определен за владетел на страната. Първият Консултативен съвет в историята на страната е наречен Шура Съвет формира се от 12 назначени члена. Съветът подчерта, че хората са източник на власт, и че на Шура Съветът сам има право на законодателна инициатива, и всички договори и концесии, са нищожни, ако не са ратифицирани от него.
Независимо от ограничените правомощия на първия на Шура Съвет и кратката му продължителност, не се намалява значението на събитията поради следните причини:
1. Той поставя началото на политическата информираност на кувейтското общество и неговата вяра в демократичните принципи, както и на хората като източник на власт. Тези принципи остават ярко в съзнанието на хората до независимостта през 1961 г. и формулирането и обнародването на Конституцията.
2. В отговор до емира относно исканията на народа и неговата вяра в правото му на участие в диалог за управлението на страната разкрива своите либерални тенденции.
3. Показва на информираността и влиянието на търговците като влиятелна група в политическия живот в Кувейт.
4. Разкрива участието на Великобритания в антидемократично управление, когато влиза в конфликти с нейните интереси. Доказва се от разпадането на Съвета под натиск на Великобритания.

През следващите години, обществените изисквания за политическа борба продължават. Вторият опит на Консултативния съвет е през 1938 г., когато Конституция е обнародвана и друг Шура съвет е формиран. Въпреки това, той също е закрит едва след шест месеца. Разпускането е придружено от инциденти на насилие, невиждано дотогава в Кувейт.
След това, Кувейт става свидетел на период на относително спокойствие, особено по време на Втората световна война (1939 – 1944) и тази политическа стабилност продължава до 1950. В началото 1950 г. се наблюдава активна политическа дейност. Най-големите прояви на политическа дейност включват появата на институциите на гражданското общество, като например клубове, професионална асоциации, петиции от хората, използване на политически „брошури“ като средство за изразяване на недоволство с общата ситуация в страната.
Тези събития предизвикват емира да се върне към принципа на изборите за някои държавни структури. Вместо да доведе до по-голяма политическа откритост, и засилване на тенденциите в институционалната реформа, връщането на изборите, довежда до едно залитане към нестабилен демократичен процес. Реакцията на правителството към политическите дейности е да затвори клубове, да се спре издаването на пресата, и да да продължи ограниченията върху политическия живот, докато декларацията за независимост не стане факт през 1961 г.

#### Втора фаза 1961 – 1990: Конституционна монархия
В отговор на декларацията за независимост на Кувейт и превръщането му в суверенна държава, иракския президент Абдул Карим Касем е за обявяване на недействителност на независимостта.
Въпреки това, натискът от влиятелните араби като Абдел Насър и международната подкрепа, от Великобритания в частност, довеждат до прекратяване на кризата. Въздействието на иракската заплаха над Кувейт продължава и през следващите години, особено по отношение на развитието на демокрацията. След независимостта, Кувейт обявява, че ще приеме парламентарна система. Правителството призова за общи избори. Избира се учредително събрание, чиято основна задача е да създаде нова Конституция. Съществуват няколко фактора, които принуждават управляващата фамилия в Кувейт да въведе полу-парламентарна система.
1. Натиск от търговската класа за истински политически реформи и приемането на форма на парламентарното управление.
2. Обществена подкрепа, спечелена от регулатора по време на кризата за независимост породена от иракската заплаха.
3. Положителното развитие на отношенията между владетеля и политическите сили.

След изборите е сформирана комисия за изготвяне на конституция. По време на процеса емир Абдула ас-Сабах играе ролята на помирител между различните части в рамките на съставеното събрание и в рамките на комисията за изготвяне на конституцията. Емирът ратифицира Конституцията през 1962 г. – сега тя е най-старата конституция в региона.
Една от най-забележителните характеристики на Конституцията е, че системата на кувейтското управление е комбинация от парламентарна и президентска системи, с превес на парламентарната система.
След обнародването на конституцията първите избори са проведени, за да се изберат 50-те члена на Народното събрание. Съветът упражнява своята дейност до 1964 г., когато новото правителство се сформира и участието на някои министри в правителството се счита за нарушение на член 131 от Конституцията, а други министри са обвинени в корупция. Това принуждава министър-председателя да поиска от емира разпускане на Съвета, но емира отказва и разпорежда на министър-председателя да сформира ново правителство и да се вземе под внимание мнението на Съвета.
След смъртта на шейх Абдула, Кувейт става свидетел на много политически събития между 1966 г. и 1970 г. Сред тези събития са били разпускане на общинските съвети, разпускане на Парламента, и провеждането на нови избори, които били опорочени от нередности, фалшификация, и правителствена намеса в полза на някои кандидати. През 1971 г., опозицията е добре представена в новите избори. Скоро след това, арабско-израелската война от 1973 г. повлиява политика и икономиките в региона, което води до високи цени на петрола и впоследствие спад на демократичния процес. Увеличението в производството на петрол позволи на кувейтско правителство да се освободи от зависимостта от търговците за финансова подкрепа – при условие, че правителството има възможност да постигне по-голям икономически просперитет за неговото общество.
През 1975 г., изборите са за нов съвет, който разпуснат през 1976 година. Известни регионални обстоятелства са причинили отстъпление в демократичния процес, където събития, като например гражданската война в Ливан са довели до страх, че демокрацията в Кувейт може да доведе до хаос и държавен преврат.
През 1981 г. са проведени нови избори, в които всички политически сили в Кувейт (търговци, племена, про-правителствените елементи, шиити, и ислямски групировки), са допуснати до участие. В тези избори, елементи на про-правителственото движение спечелили и опозицията загуби. Временен съвет, наречен Националният съвет се сформира. Въпреки предложенията за демокрация, дейността на Националния съвет е била прекъсната и престана да работи през 1990 поради на иракското нахлуване в Кувейт.

#### Трета фаза 1991 – 2010: Ограничена демокрация
Иракско-кувейтската криза започва през лятото на 1990 г. с Иракската инвазия в Кувейт. Кризата завършва година по-късно с поражението на Ирак и освобождението на Кувейт. Иракската окупация и събитията, които я следват формират важна повратна точка в политическия живот в Кувейт. По време на иракската окупация на Кувейт, се провежда конференция в Джеда, Саудитска Арабия, в присъствието на група от изтъкнати кувейтски граждани, както и членовете на кралското семейство. Участниците се съгласяват да подновят подкрепата си за Ас-Сабах, като управляващото семейство на страната, в замяна на ангажимент от страна на управляващото семейство за конституционализъм, включително връщане на парламентарния живот Това споразумение е като подновяване на стария политически договор между владетел и управлявани. Струва си да се отбележи, че по време на иракската окупация на Кувейт политическата опозиция и играе роля в съпротива. Благодарение на дейността си в съпротивата, политическата опозиция става по-приемлива за хората на кувейтски и на Управляващата фамилия след Освобождението. Емирът отговори на народните искания за избори, които бяха проведени по график през 1992 година. Опозицията има представителство в парламента, което им дава възможност да участват във формирането на правителството. Това довежда до много постижения като отмяна на Съда за държавна сигурност, отваряне на файлове на длъжностните лица, участващи в емитиране на корупцията, включително бившия министър на и накрая назначаване на жена като ръководител на Университета в Кувейт. Тези постижения се отнасят към опозицията и те доведоха до засилване на развитието на демократичния опит в Кувейт.
Демократичния процес в Кувейт продължава да се движи напред с парламентарните избори, които се провеждат през 1996 г., 1999, 2003, 2006, 2008 и 2009 г. Най-важните характеристики на периода от 1999 до 2009 г. са серия от повтарящи се кризи между Парламента и правителство, които обикновено завършват с разпускането на парламента или уволнение на правителството.
През 1999 г. емирът обявява разпускането на парламента трети път от създаването му през 1962 г. През 2003 г. са проведени нови избори, по-справедливи от предишните. Въпреки това, през 2006 г. се разпуска Парламента отново и това е призив за нови избори. От 2006 г. Кувейт е свидетел на силни парламентарни сблъсъци между Съвета и правителството. Това доведе до нестабилност на правителството и Парламента. През 2006 г. емир Шейх Джабер ас Сабах умира и страната вписва това, което изглежда като политическа криза след провала на Шейх Саад във властта. Парламента изиграва решаваща роля в разрешаването на кризата с премахването на шейх Саад и избирането на министър-председателя шейх Сабах за управляващ на страната. Този нов прецедент в историята на Кувейт засилва ролята на Съвета в политическия живот на страната. Сред политическите събития в Кувейт през 2006 г., е приемането но закона, който забранява събирания и публични срещи. Съдът обявява закона за противоконституционен, което окуражава опозицията да поиска да разшири политическите реформи за изменение на избирателния закон, за да се намали броят на избирателни района от 25 до 5, за да се намали или премахнат редица негативни явления като купуването на гласове и несправедливото регионално представителство. Правителството предложи компромис с 10 области, но опозицията отказа, което накара емира да разпусне парламента и да проведе нови избори в съответствие със съществуващите по закон 25 избирателни района.
Изборите, в Кувейт през 2006 г. са без прецедент в историята на страната. Това са първите избори, в които на кувейтските жени едновременно е било позволено да се кандидатират и да гласуват.
Връзката между парламента и правителството влиза в нов етап на криза, в края на 2007 г., което предизвиква разпускането на парламента. През 2008 г. нови избори са проведени и 28 жени се кандидатират, но нито една не е избрана за член на Националния съвет. Въпреки това, три жени са назначени за членове на Съвета на министрите и по силата от работата си те стават членове на Националния съвет. Накрая, Съветът е разпуснат и са проведени нови избори отново през 2009. Най-важните резултати от тези избори бяха пристигането на три жени в Народното събрание.

## Характеристики на демократичния експеримент на Кувейт
Редица особености характеризират демократичния експеримент в Кувейт. Някои от тях са споделени с останалите арабски държави от Персийския залив и страните от третия свят, а други съществуват само в Кувейт като експеримент на специален символ. Едни от най-отличителните черти на демократичния експеримент на Кувейт са:
1. Началото на политическо съзнание на кувейтското политическо общество на добродетелите и облагите от демократичното управление насърчи политическата борба, за да се търси институционализиране на управлението чрез най-популярните искания, както и разширяване на участието в правителството от избрани съвети или така нареченото „наследство на съвместното управление“. Конституцията поставя основите за една квази парламентарна система; конституцията се основава на редица принципи и разпоредби, които наблягат на ценностите на свободата, демокрацията и зачитането на човешките права. По време на съвременната история, на Кувейт Хората показват истинско желание за участие в политическия живот и реформата и вяра в добродетелите на демокрацията.
2. Централната роля на ръководството на емира да доведе и укрепване на демократичния процес. Исторически погледнато, редица владетели на Ас Сабах играят видни роли в ръководството и укрепването на демократичния процес, независимо дали като отговор на народните искания, или в съчетание с противоречиви интереси на управляващото семейство и политически сили, или политически инициативи, като предоставянето на политически права на жените. Управляващата фамилия в Кувейт е най-важният играч в политическата система, те представляват предпазен клапан за състоянието и източник на стабилност на обществото, където има консенсус относно легитимността на управляващата фамилия и няма алтернатива за него.
3. Отвореността на политическата опозиция и вярата в ролята и значението на опозицията като политическа необходимост се запазват, тъй като тя спазва правилата на политическата игра. Съществената е разликата между опозицията в политическата система на Кувейт от реалността на опозицията във всички арабски страни, където опозиция страда от изключване и маргинализация и обвинения в измяна.
4. Липса на политическо участие и ниска избирателна активност. Когато първите избори са проведени през 1920 г., те бяха посетени от само „една шепа“ сановници. Участието се разширява постепенно в последващите години, въпреки че само с мнозинство от кувейтски мъже над 21-годишна възраст до 2006 г., когато жените придобили право да гласуват на избори. Остава обаче изключване за по-голям брой граждани от мъжки пол, които са получили гражданство, в допълнение към приблизително 100 000 лица без гражданство.
5. Способността на демократичния експеримент за по-нататъшен напредък и развитие. Експериментът, който започна с наследството от съвместно управление и завърши в сегашната конституция, е днес в челните редици на успешните демократични опити в арабския свят. Днес, Кувейт има най-силният парламент в арабския регион, въпреки напрегнатите отношения между парламента и правителството и разпускането на парламента повече от пет пъти от 1962 насам. Кувейтския парламент има силни конституционни правомощия и Кувейт е модел на демократична трансформация в арабските държави от Персийския залив.
6. Легитимността на режима. Легитимноста е основен проблем за която и да е политическа система като въплъщаваща упражняването на властта въз основа на народно съгласие. Ас-Сабах се радва на тази легитимност по неписан обществен договор от създаването на държавата през осемнадесети век и до иракската окупация през 1990 година. След премахване на окупацията, ангажимента повторно легитимира кралското семейство. Конституцията е подсилена с възобновяване на демократичния процес и връщането на парламентарния живот.
7. Доминирането на мирния характер на демократични и политически реформи в Кувейт. Дали от политическата опозиция, или политическите асоциации и сили, или към реакцията на управляващото семейство, опитът за кувейтска демокрация стои далеч от насилие, агресивност, арести, и изгнание, които съществуват в повечето арабски страни.